# Santi Filippo Neri e Luigi Gonzaga in gloria
Santi Filippo Neri e Luigi Gonzaga in gloria è un dipinto a olio su tela di Biagio Bellotti realizzato tra il 1749 e il 1751 e conservato presso il battistero di San Filippo Neri a Busto Arsizio.

## Storia
Il battistero di San Filippo Neri di Busto Arsizio fu inaugurato il 10 luglio 1751, ma probabilmente la tela, realizzata tra il 1749 e il 1751, fu qui posta solo un decennio dopo, in occasione della realizzazione degli affreschi nel battistero e nell'abside dell'adiacente basilica di San Giovanni Battista tra il 1757 e il 1759. Nel 1968 fu ripulita da Mario Rossi.

## Descrizione e stile
Il dipinto raffigura i santi Filippo Neri e Luigi Gonzaga, entrambi patroni della gioventù, uniti in gloria. Secondo lo storico dell'arte Giuseppe Pacciarotti, in questo quadro sono riconoscibili alcuni riferimenti ad altri artisti, come ad esempio Giambattista Tiepolo per il modo di interpretare colori, luci e ombre, o Giuseppe Antonio Petrini e il Morazzone, per l'espressione di rapimento estatico dei due santi. Altra figura importante presente in questa tela è quella dell'angelo in volo coperto da un panno rosso che si ritrova in altre opere di Biagio Bellotti: per esempio negli affreschi della basilica di San Giovanni Battista o in quelli della cappella dell'Annunciata presso la Certosa di Garegnano.